# Euphyia molluginata
Euphyia molluginata är en fjärilsart som beskrevs av Jacob Hübner 1809/13. Euphyia molluginata ingår i släktet Euphyia och familjen mätare. Inga underarter finns listade i Catalogue of Life.

## Bildgalleri

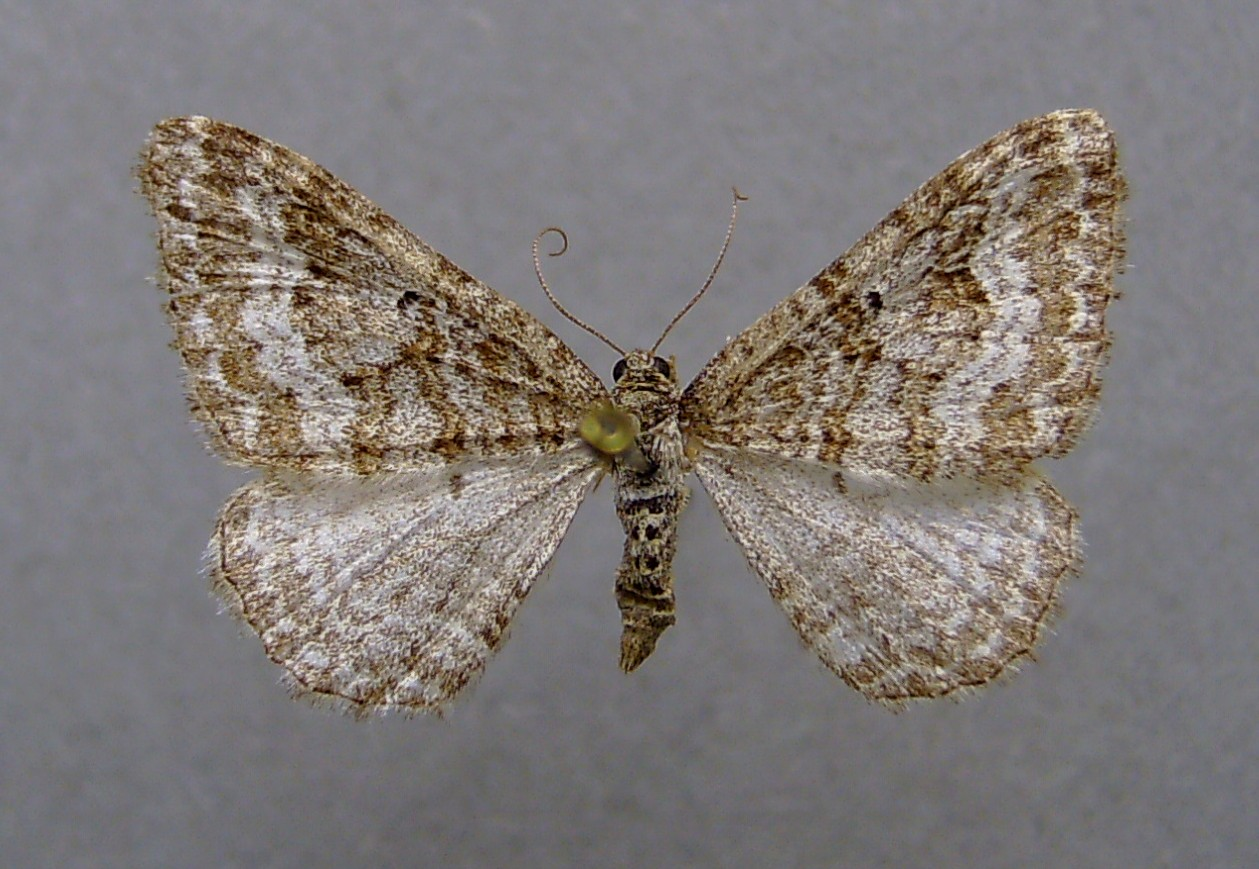